# Saint-Mars-d'Égrenne
Saint-Mars-d'Égrenne é uma comuna francesa na região administrativa da Normandia, no departamento Orne. Estende-se por uma área de 25,06 km². Em 2010 a comuna tinha 687 habitantes (densidade: 27,4 hab./km²).